# Life, Death, Love and Freedom
Life, Death, Love and Freedom è il ventesimo album discografico in studio del cantante statunitense John Mellencamp, pubblicato nel 2008. 

## Tracce
1. Longest Days – 3:11
2. My Sweet Love – 3:27
3. If I Die Sudden – 3:45
4. Troubled Land – 3:23
5. Young Without Lovers – 2:49
6. John Cockers – 3:51
7. Don't Need This Body – 3:26
8. A Ride Back Home – 3:12 (duetto con Karen Fairchild dei Little Big Town)
9. Without a Shot – 3:40
10. Jena – 3:41
11. Mean – 2:34
12. County Fair – 3:41
13. For the Children – 4:36
14. A Brand New Song – 3:58